# Gutenstein (Sigmaringen)
Gutenstein ist ein Stadtteil der baden-württembergischen Stadt Sigmaringen im Landkreis Sigmaringen (Deutschland). Bis zur Kreisreform des Jahres 1973 in Baden-Württemberg war Gutenstein eine selbständige Kommune im damaligen Landkreis Stockach; zum 1. Juli 1974 wurde der Ort in die Kreisstadt Sigmaringen eingemeindet.

## Geographie

### Geographische Lage

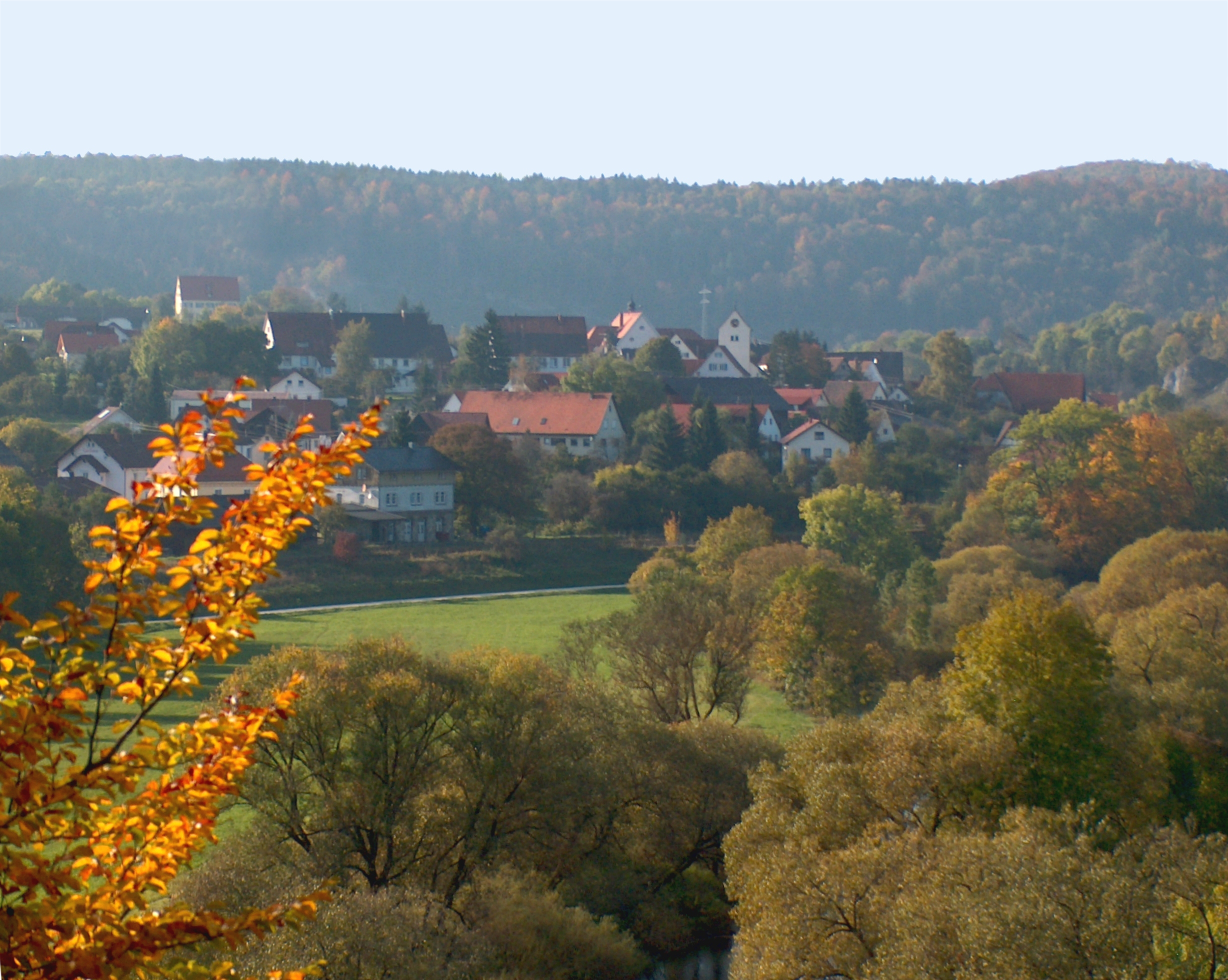
Gutenstein

Die Ortschaft Gutenstein mit einer Fläche von 1311 Hektar (888 ha Wald) liegt 604 Meter über Normalnull am Talhang einer Donauschleife zwischen Sigmaringen und Beuron, inmitten des Naturparks Obere Donau und des Durchbruchs der jungen Donau durch die südwestlichen Ausläufer der Schwäbischen Alb, am Rande des Heubergs. Gutenstein ist in den südlich der Donau gelegenen Kernort und die am nördlichen Ufer gelegene Siedlung Furtäcker gegliedert.

### Geologie
Gutenstein ist umrahmt von voreiszeitlichen Felsen, denen anzusehen ist, wie die Natur die Durchbruchstäler des Flusses durch den Weißjura schaffte und wie einst alles von einem Jurameer – vgl. dazu auch Jura (Geologie) – umspült war, in dem sich Kalkriffe bildeten.

## Geschichte

### Schwertscheide von Gutenstein

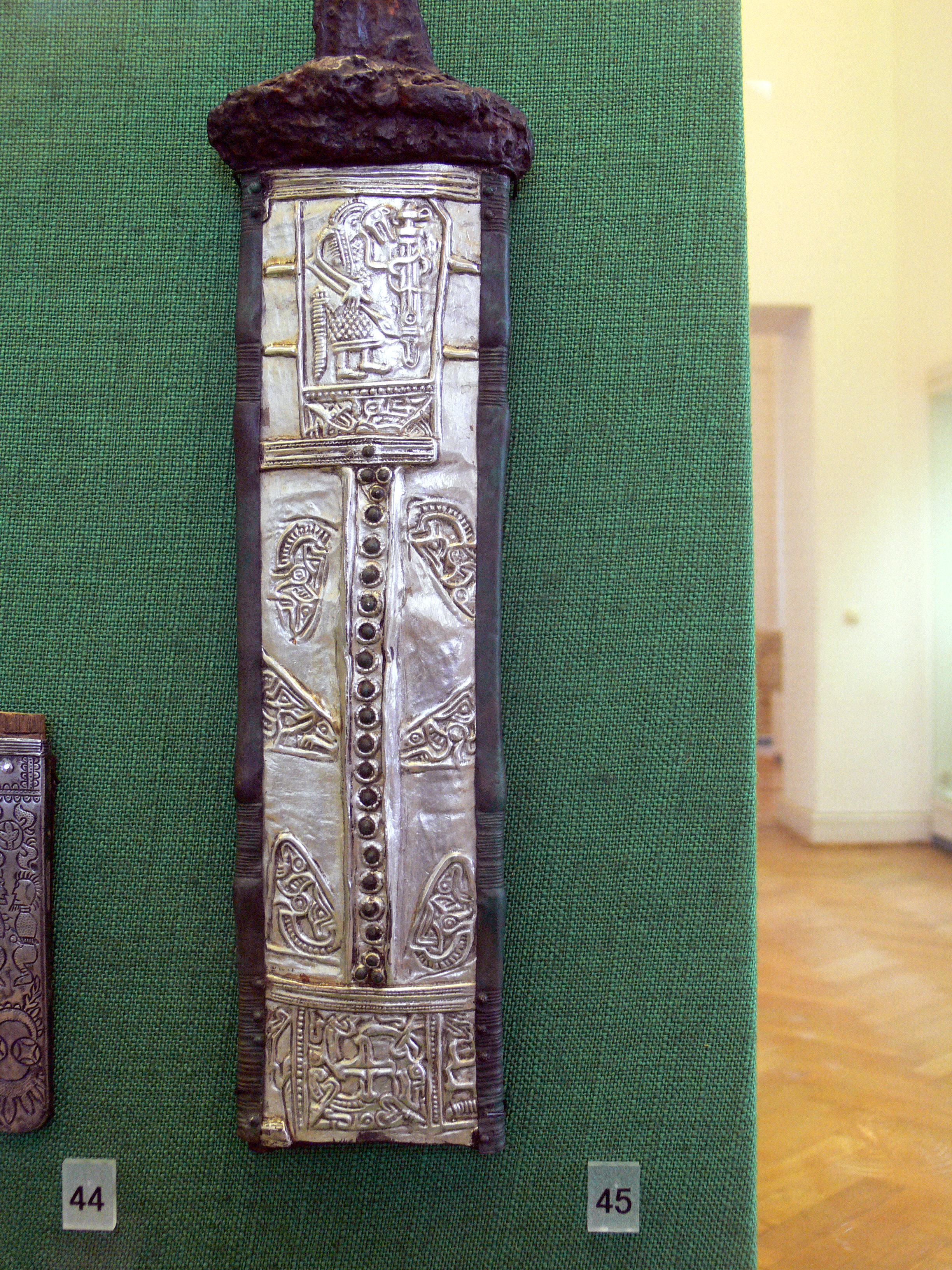
Die silberne Schwertscheide von Gutenstein

Gutenstein ist ein geschichtsträchtiger Ort, dessen Ursprünge in die alemannische Geschichte der frühen Ausbauzeit zurückgehen: In alamannischer Zeit lag Gutenstein im Gau Perahtoltspara, der Bertholdsbaar (dort wiederum in der Scherragrafschaft). Im Jahre 1887 wurden bei Bauarbeiten in unmittelbarer Nähe zur St.-Gallus-Kirche die Reihengräber zweier wohlhabender Männer aus dem Ende des 7. Jahrhunderts gefunden. In einem dieser Gräber befand sich unter den Beigaben eine silberne Schwertscheide, die zunächst nach Berlin ans Museum für Vor- und Frühgeschichte und im Zuge des Zweiten Weltkriegs als Beutekunst an das Puschkin-Museum in Moskau ging. Es ist zu vermuten, dass die Schwertscheide von Gutenstein als Teil eines Prunkschwertes einem hohen alamannischen Adligen, vielleicht sogar aus der Familie der Alaholfinger, gehörte.

### Alte Urkunden und Regesten zu Gutenstein und St. Gallus in Gutenstein
- Einer mit 1212 datierten Urkunde[6] ist die Stiftung von Kloster Wald durch den staufischen Reichsministeriale (Ministerialis Domini Imperatoris) Burkard von Weckenstein (um 1180 bis nach 1241) für seine Schwestern Judintha (= 1. Äbtissin) und Ita (= 1. Priorin) zu entnehmen; unter den Zeugen werden auch die Brüder Cunrado und Wernherus de Gutenstain erwähnt. Ritter Burkard von Weckenstein, dessen gleichnamige Burg, Burg Weckenstein, oberhalb von Storzingen am rechten Ufer der Schmeie lag, erwarb am 21. März 1212 für 55 Mark Silber das „praedium Wald“ (heutiger Ort Wald (Hohenzollern) und Kloster Wald) von einem vornehmen Mann (nobilis homo) namens Ulrich von Balbe sowie dessen Mutter Adelheid und Schwester Gertrud, auf dem sich bereits eine kleine Kirche (ecclesiola) befand, die die Pfarrrechte besaß und an den Käufer überging. Das Geschlecht derer von Weckenstein[7] ist bereits 1383 erloschen.
- Einem Bestätigungsbrief vom 15. Juli 1216,[8] ausgestellt in Überlingen, ist zu entnehmen, dass der Staufer Friedrich II. das Nonnenkloster Wald in seinen Schutz nahm. Unter den Zeugen befand sich neben den Äbten von St. Gallen und Salem unter anderen auch Werner von Guttenstein. Unter gleicher Datierung stellte der minderjährige Heinrich VII. dem Kloster Wald in wörtlicher Übereinstimmung mit dem Privileg seines Vaters Friedrich II. einen Schutz- und Bestätigungsbrief aus. Als Zeugen wurden unter anderen Conrad und Werner von Gutenstein aufgeführt.[9]
- In einer Urkunde des Klosters St. Gallen vom 17. August 1264[10] wird unter den Zeugen eines Rechtsgeschäftes ein R(udolf) advocatus de Guotinstein erwähnt, also ein adeliger Vogt des Ortes Gutenstein oder der des Klosters St. Gallen, vielleicht aber auch ein Vogt aus dem Geschlecht von Wildenstein, das Gutenstein von St. Gallen zu Lehen hatte.
- In einer anderen St. Galler Urkunde vom 13. März 1372[11] wird erstmals eine Kirche in Gutenstein (kilchen ze Guotenstaine) erwähnt. Es handelt sich dabei um einen Revers, den Johan Schmid von Wil dem Abt Georg von St. Gallen für die ihm verbliebenen Pfründen zu St. Leonhard in St. Gallen ausstellte.
- Einer weiteren St. Gallener Urkunde vom 27. Juni 1461[12] ist zu entnehmen, dass die von Gräfin Anna von Zimmern, geborene von Kirchberg († 15. August 1478), Ehefrau von Werner dem Jüngeren von Zimmern (1423–1483), und der Bürgermeister des Dorfes Gutenstein (Ammann?) erklären, „dass sie für die Pfarrkirche zu Gutenstein, die Abt Kasper von St. Gallen zu verleihen hat, und einen Priester, den der Herr zu Gutenstein und die Untertanen daselbst wählen und für den sie bitten, verbleiben soll, den Priester Hans Harthuser von Mengen einhellig als Kirchherrn erwählt“ haben.

### Chronik
Es wurden alemannische Reihengräber aus dem Ende des 7. Jahrhunderts nachgewiesen. 1212 waren Konrad und Werner von Gutenstein Zeugen bei der Gründung des Klosters Wald, das 1217 dem Zisterzienserorden inkorpiert und der Reichsabtei Salem unter dem damaligen Abt Eberhard von Rohrdorf unterstellt wurde. Bereits vor 1300 gelangt Burg Gutenstein mit Dorf und dem damals vermutlich schon mit Gutenstein verbundenen Engelswies als St. Gallener Lehen an Österreich (Habsburger Urbar von 1306/1307); zuvor bei den Herren von Wildenstein. Heinrich von Magenbuch wurde 1292 Pfandherr des bereits als Herrschaftsbezirk ausgewiesenen Habsburger Lehens Gutenstein. Zwischen 1345 und 1353 bewohnte nachweislich Konrad von Magenbuch die Altgutenstein (Burgfelden) in Gutenstein. 1306 verpfändete Herzog Friedrich I. von Österreich die Güter und Einkünfte von Gutenstein und „versetzte“ die dortige Fischenz (das Recht zu fischen) an Heinrich von Magenbuch. Konrad von Magenbuch lieh dem Herzog Rudolf von Österreich 1362 1200 Gulden und erhielt dafür Gutenstein, Engelswies und das Vogtrecht zu Mengen und zu Sigmaringendorf. Am 14. Februar 1373 beurkundete Burkhard von Reischach zu Niedergutenstein an der Donau, mit Graf Eberhard II. von Württemberg verglichen zu sein, und öffnete ihm seine Feste Gutenstein (Burgfelden), die Lehen von Österreich war. Von 1398 bis 1427 hatten die Herren Hans und Marquard von Ramsperg (vgl. dazu: Burg Ramsberg (Großschönach)) die Pfandherrschaft Gutenstein inne. Von 1427 bis 1455 wurden Ort und Burg Gutenstein sowie die Herrschaft Gutenstein – neben Gutenstein gehörte damals noch Engelswies (jetzt Teilort von Inzigkofen) dazu – an die Herren von Zimmern verpfändet. 1455 verzichtete Erzherzog Sigismund von Österreich (vgl. dazu Siegmund (Österreich-Tirol) zu Innsbruck) auf die Auslösung der Pfandschaft (Schloss und Dorf Gutenstein sowie Engelswies), solange der Mannesstamm der Brüder Werner und Gottfried von Zimmern bestand. 1458 gab Herzog Sigismund von Österreich zu Radolfzell an Werner von Zimmern zu dem Pfande Gutenstein, zu dem der Wildbann diesseits der Donau bis an das Mühlheimer Tal gehörte, auch die andere Hälfte. Solange die Pfandschaft dauerte, durften er und seine Erben in diesem Bezirk jagen. Der Gutensteiner Pfarrherr Gregor Spätt (ca. 1480–1537) legte 1513 ein Pfarrurbar an, das für Gutenstein und Vilsingen (damals kirchliche Filiale von Gutenstein) über die Verzeichnung von Getreideeinkünften, Zinsen und Abgaben der Pfarrei hinaus eine hohe geschichtliche Bedeutung darstellt. Nach dem Tod des letzten Grafen von Zimmern, Wilhelm von Zimmern, im Jahr 1594 fiel die Pfandschaft Gutenstein an Österreich zurück; danach gehörte das Dorf zur oberen Grafschaft der Hohenberg (schwäbisches Adelsgeschlecht). Neben dem bereits seit dem 14. Jahrhundert mit Gutenstein verbundenen Engelswies kamen 1595 auch Ablach und Altheim zur Herrschaft Gutenstein.
Von 1609 bis 1618 verlieh Österreich die Herrschaft Gutenstein an Markgraf Karl von Burgau (1560–1618), der in Günzburg residierte. 1624 wurde Fürst Johann von Hohenzollern-Sigmaringen Pfandherr von Gutenstein. Während des Dreißigjährigen Kriegs – Gutenstein blieb während dieser Zeit bei Hohenzollern-Sigmaringen – wurden 104 Männer aus der Herrschaft Gutenstein als Musketiere aufgestellt, die unter der Führung des Hauptmanns Andreas Riester, des Leutnants Urban Mors und des Feldwebels (Veldwaibels) Wilhelm Barfüeßer standen. Ein „Trummenschlager und ein Pfeiffer“ vervollständigten das Aufgebot, während 68 Doppelsöldner die Reserve bildeten. Am 15. Februar 1632 kam es um 24 Uhr zu Kämpfen und Plünderungen in Meßstetten unter dem Obervogt zu Gutenstein. Mehrere Meßstetter Bürger wurden tödlich verwundet. Laut mündlicher Überlieferung wurden die Glocken vom Kirchturm abgenommen und nach Schwenningen abtransportiert. 1652 wurde Graf Maximilian von Mohr Pfandherr der Herrschaft Gutenstein. Von 1655 bis 1834 erhielten die Freiherren Schenk von Castell (ursprünglich aus dem Thurgau, Burg Mammertshofen, stammend) die Herrschaft Gutenstein als Pfand. Im gleichen Jahr erhob Kaiser Leopold I. von Österreich die Freiherren Schenk von Castell wegen ihrer „Verdienste um Kaiser und Reich“ in den erblichen Reichsgrafenstand. Im 18. Jahrhundert wurde den Grafen Schenk von Castell die Herrschaft Gutenstein als Lehen übertragen. Berühmtester Lehnsherr aus dem Hause Schenk von Castell war Franz Ludwig Reichsgraf Schenk von Castell, der berühmte und berüchtigte Malefizschenk. Bereits nach dem Zweiten Koalitionskrieg erzwang Napoleon den Untergang von Vorderösterreich, was tiefgreifende gesellschaftliche Veränderungen zur Folge hatte. Anstelle der kleinen herrschaftlichen Territorien entstanden neue Staatsgebilde wie das Großherzogtum Baden, das Königreich Württemberg und das Fürstentum Hohenzollern.
Mit der Abdankung von Kaiser Franz II. war auch das Ende des Heiligen Römischen Reichs Deutscher Nation gekommen. Der König von Württemberg und der Großherzog von Baden besiegelten am 2. Oktober 1810 in Paris einen „Gränzvertrag zwischen dem Königreich Württemberg und dem Großherzogthum Baden“. Dadurch wurde Gutenstein dem Großherzogtum Baden zugewiesen. Gutenstein wurde vom Bezirksamt Meßkirch verwaltet, von 1824 an vom Bezirksamt Pfullendorf und von 1826 an vom Bezirksamt Stetten am kalten Markt, um 1849 erneut an das Amt Meßkirch überzugehen. Nach der so genannten „Herrschaft der hundert Tage“ von Napoleon I. und dessen entscheidender Niederlage gegen die Verbündeten (Preußen, Österreich, Großbritannien) in der Schlacht bei Waterloo am 18. Juni 1815, gleichzeitig dem Ende der Napoleonischen Kriege, wurden österreichische Feldjägertruppen des 11. Kaiserlichen Regiments auf dem Rückmarsch nach Österreich am 25. und 26. November 1815 in Gutenstein einquartiert. Der erstgeborene Sohn des „Malefizschenks“, Erbgraf Franz Joseph Schenk von Castell (1767–1845), verkaufte den „grundherrlichen Gefällort Gutenstein“ am 29. Oktober 1834 für 35.000 Gulden an die „Gräflich von Langenstein'sche Vormundschaft“, vertreten durch den „Gräflich Langenstein'schen Rentamtmann“ in Stetten a.k.M., für die Gräfin Katharina von Langenstein (1799–1850), vormals Katharina Werner, bzw. deren noch minderjährigen Sohn Ludwig Graf von Langenstein (1820–1872). Der Verkauf beinhaltete konkret die herrschaftlichen Güter und Rechte im Dorf Gutenstein einschließlich des gleichnamigen Schlosses. Der Verkäufer verpflichtete sich, die beiden Gemeinden Engelswies und Altheim wegen des vertraglich schon zustandegekommenen Loskaufs von ihrer Grundherrschaft Gutenstein die benötigten Mittel, nämlich der Gemeinde Engelswies 30.000 Gulden, der Gemeinde Altheim 13.000 Gulden (Ablach wurde hoheitsrechtlich bereits 1812 hohenzollerisch, 1831 auch grundherrlich), vorzustrecken. In Baden brach 1848 die Revolution aus, sie erreichte auch Gutenstein. Im Juni 1849 wurde dort ein Volksverein mit 32 Mitgliedern unter der Vorstandschaft von Altbürgermeister Johann Blender gegründet. Neben dem Volksverein waren noch weitere zehn Gutensteiner in der Revolutionsarmee und an der Mai-Revolution von 1849 beteiligt; sämtliche Beteiligten wurden ab dem 29. Juli 1849 als Gefangene im Rastatter „Fort C“ bzw. „Fort A“ aufgeführt. Mit der Aufhebung des Amtsbezirks Stetten am kalten Markt am 19. November 1849 durch das Großherzoglich Badische Innenministerium wurde Gutenstein wieder dem Bezirksamt Meßkirch zugeteilt.

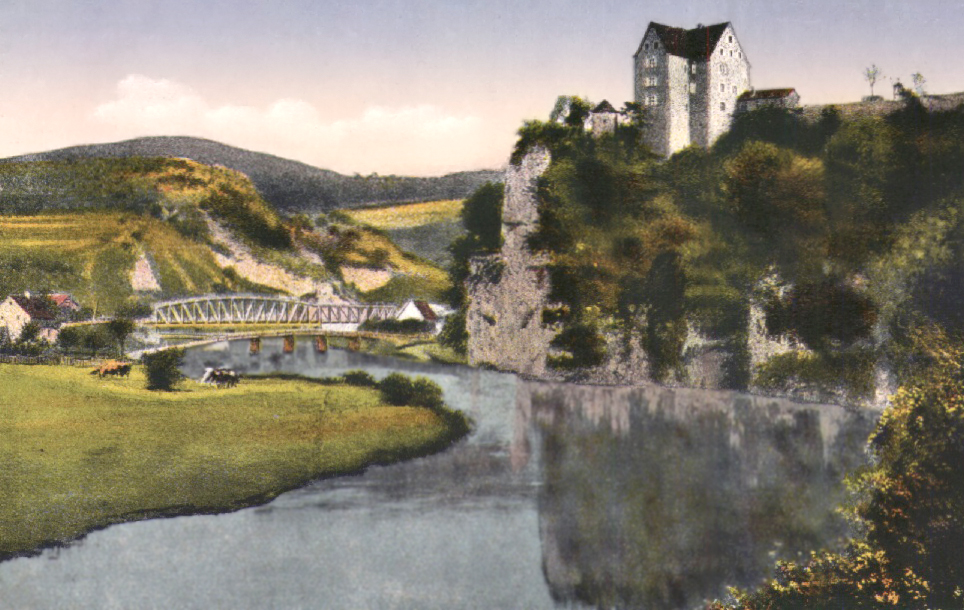
Schloss Gutenstein (Postkarte, um 1900)

Nach dem Baubeginn 1848 und mit mehreren Unterbrechungen wurde 1858 die Donautalstraße zwischen Sigmaringen und Beuron fertiggestellt; damit wurde das romantische Donautal erschlossen. Auf der Gemarkung Gutenstein wurden dazu fünf Tunnel in den Fels gesprengt und herausgeschlagen. Am 18. Januar 1871 erfolgte die Kaiserproklamation vor den versammelten Bundesfürsten von Wilhelm I. von Preußen im Schloss Versailles durch Großherzog Friedrich I. von Baden; Baden wurde Bundesstaat im Deutschen Kaiserreich. Die Bahnstrecke Tuttlingen–Inzigkofen wurde 1890 fertiggestellt. Am 26. November wurden diesbezüglich die Eröffnung sowie die Übergabe eines Bahnhofs für Personen- und Güterverkehr gefeiert. Die badischen Gemeinden Gutenstein, Langenhart, Kreenheinstetten, Leibertingen mit Lengenfeld, Buchheim, Worndorf, Engelswies, Liptingen, Oberschwandorf und das württembergische Neuhausen ob Eck gründeten am 20. August 1898 in Meßkirch den „Heuberg-Wasserversorgungsverband rechts der Donau“. Zum Vorsitzenden des Verwaltungsausschusses wurde der Gutensteiner Bürgermeister Albert Blender (1855–1915) gewählt. Zwischen dem 31. Januar und dem 1. Februar 1900 ging die neue Wasserversorgung in Betrieb.
Im November 1918, am Ende des Ersten Weltkrieges, hatte Gutenstein 22 Gefallene – beziehungsweise Opfer, die an ihren unmittelbaren Kriegsverwundungen starben – sowie Vermisste zu beklagen. Gutenstein kam 1936 zum Oberamt Stockach, ab 1939 Landkreis Stockach. Als nach dem Zweiten Weltkrieg am 9. Mai 1945 die bedingungslose Kapitulation in Kraft trat, hatte Gutenstein 27 Gefallene – beziehungsweise Opfer, die an ihren unmittelbaren Kriegsverwundungen starben – sowie Vermisste zu beklagen. Gutenstein wurde unter französische Besatzung gestellt. Am 9. März 1952 wurde die Verfassunggebende Landesversammlung von Baden-Württemberg gewählt; diese wählte am 25. April Reinhold Maier zum ersten Ministerpräsidenten des neuen Bundeslandes. Am 17. Mai wurden die Landtage und Regierungen der bisherigen Länder Baden, Württemberg-Baden und Württemberg-Hohenzollern aufgehoben. Der Landkreis Stockach und damit Gutenstein wurden in den neu entstandenen Südweststaat eingegliedert.
Im Zuge der Gebietsreform in Baden-Württemberg wurde Gutenstein am 1. Juli 1974 in die Stadt Sigmaringen eingemeindet. Vorausgegangen waren teilweise heftige Debatten darüber, ob ein Zusammenschluss mit Beuron, Hausen im Tal und Thiergarten für Gutenstein nicht günstiger wäre. Im Rahmen eines durch den Landrat des Landkreises Sigmaringen, Max Gögler, und den beteiligten Bürgermeistern anberaumten Bürgerentscheids votierte eine überwiegende Mehrheit für das Zusammengehen mit der Stadt Sigmaringen. Der letzte Bürgermeister von Gutenstein, Karl Kleiner (1915–1978), übergab die Amtsgeschäfte an den ersten Ortsvorsteher August Stroppel (1908–1995). Bürgermeister von Sigmaringen war damals Rudolf Kuhn (1928–2010).
Zur Gemeinde Gutenstein gehörte auch der rechts der Donau gelegene badische Teil von Thiergarten. Die badische Gemeinde wurde im Jahr 1890 der Gemeinde Gutenstein zugeordnet. Nach der Anhörung der Einwohner erfolgte am 1. Januar 1977 die Umgliederung dieses und des hohenzollerischen Teile von Thiergarten, der zuletzt der Gemeinde Inzigkofen angehörte, in die Gemeinde Beuron.
Im Februar 2011 fanden bei Gutenstein Dreharbeiten zu Die Sterntaler statt, einer Verfilmung des gleichnamigen Grimmschen Märchens für die ARD-Märchenreihe „Sechs auf einen Streich“.

## Religion
Die römisch-katholische Seelsorgeeinheit Laiz-Leibertingen – und damit Gutenstein mit der St.-Gallus-Kirche – gehört dem Dekanat Sigmaringen-Meßkirch an und dieses wiederum der Region Bodensee–Hohenzollern im Erzbistum Freiburg.
Seit 1803 das Kloster Salem säkularisiert wurde und an das Haus von Baden fiel, gab es in der ursprünglich katholischen Gegend auch einzelne evangelische Gläubige. Heute leben in Gutenstein etwa 60 evangelische Christen. Sie gehören zur Ev. Kirchengemeinde Stetten am kalten Markt.

## Politik

### Ortschaftsrat
Ortsvorsteherin von Gutenstein ist Karin Mühlhans.

### Wappen
| Wappen von Gutenstein | Blasonierung: „In von Silber und Rot geteiltem Schild ein Hirschgeweih mit verwechselten Farben.“                                                                                                |
| Wappen von Gutenstein | Wappenbegründung: Das Hirschgeweih und die unterteilten Farben gehen auf die Grafen Schenk von Castell zurück. Das Wappen hat Gutenstein 1897 auf Vorschlag des Generallandesarchivs angenommen. |

### Partnerschaften
Gutenstein unterhält mit folgenden Kommunen eine Partnerschaft bzw. Freundschaft:
- Gutenstein in Niederösterreich
- Tenno im Trentino/Italien

## Kultur und Sehenswürdigkeiten

### Bauwerke
- Römisch-katholische Kirche St. Gallus (1541 erbaut als gotische Chorturmkirche mit Satteldach, im 18. Jahrhundert Barockisierung des Langhauses). Dessen Wand ziert eine aus Holz geschaffene Kreuzigungsgruppe, die Felizian Hegenauer zugeschrieben wird. Die Orgel der Kirche wurde 1890 als Opus 51 von der Orgelbaufirma Wilhelm Schwarz & Sohn aus Überlingen gebaut.[18] Neben der Kirche steht ein Ehrenmal zum Gedenken der Kriegstoten beider Weltkriege.[19]
- Schloss Gutenstein (T-förmiger Grundriss mit drei Giebeln, dreistöckiger verputzter Kalksteinbau, vermutlich im 16. Jahrhundert erbaut bzw. im 18. Jahrhundert umgebaut, in Spornlage); nicht zugänglich, seit 1978 privat.
- Burgruine Altgutenstein (Mauerreste der Burgfelden auf dem benachbarten Felsen, dem 12. Jahrhundert zuzuordnen, bereits 1212 erwähnt.)[3]
- Die Burgruine Gebrochen Gutenstein war ein zwischen zwei Felszähnen errichteter Buckelquader-Bau unweit der Ruine Dietfurt und dem Bahnhof Inzigkofen. Bereit 1354 als „New Guotenstain“ erwähnt, später im Besitz der Herren von Reischach, fiel die Burg 1783 schließlich an Hohenzollern.[20] Von der Burg erhielten sich Mauerwerksreste.
- Die Ruine der Burg Lenzenberg steht auf einem Felsen über der Donau.
- Straßentunnel: Auf der linken Donauseite der Gemarkung Gutenstein befinden sich fünf Tunnel, erstellt in der Zeit von 1854–1855 und 1856–1857, die als einmalige technische Denkmale in Südwestdeutschland aus dem 19. Jahrhundert gelten. Maßgeblich beteiligt an diesen Tunnelbauten war der Vater des Gutensteiner Schriftstellers Joseph Stöckle, der Steinhauer Andreas Stöckle (1817–1897).

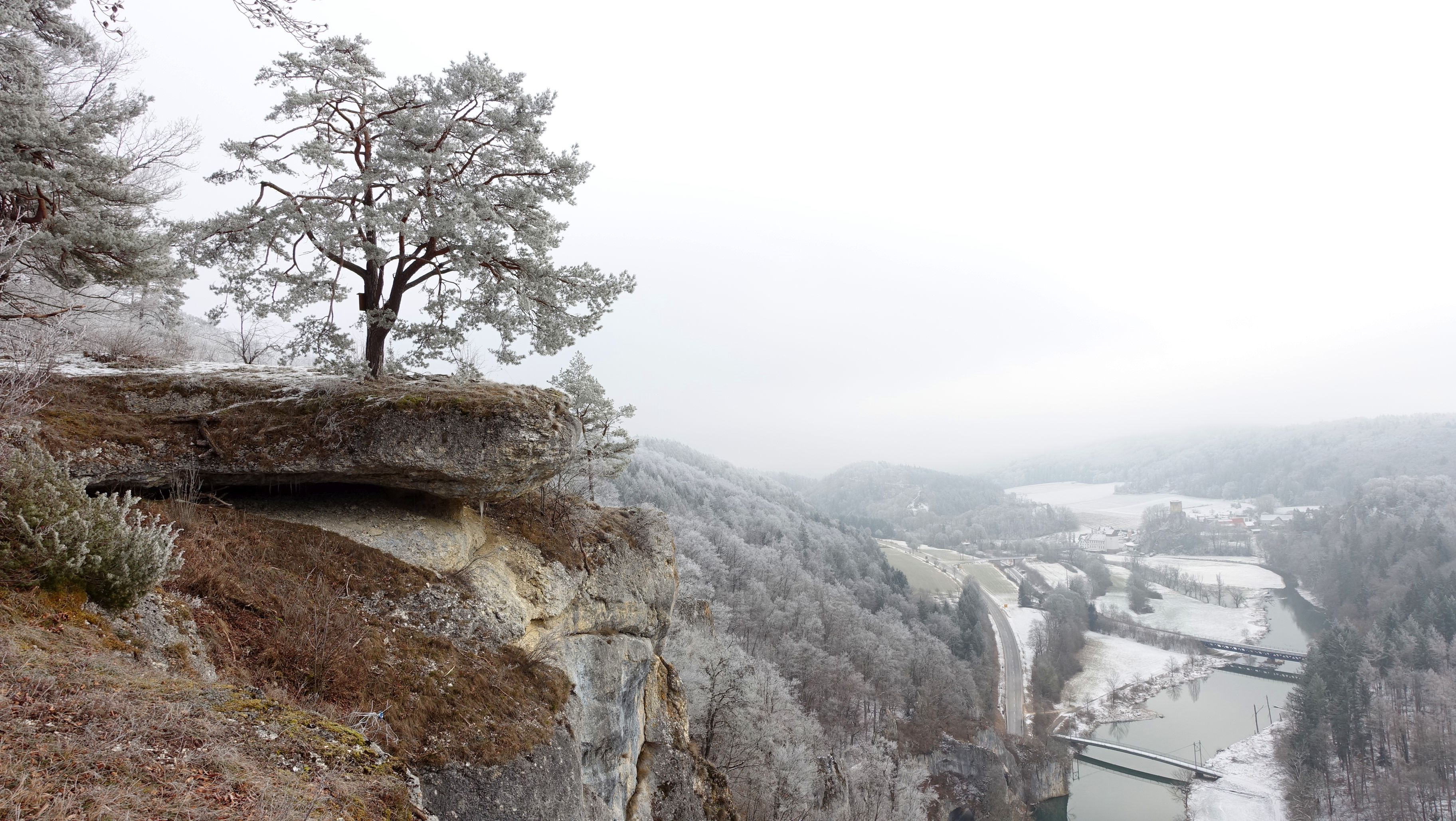
Teufelslochfelsen und Donautal im Winter mit Blick auf Dietfurt

### Naturdenkmäler
- Der Kreuzfelsen, früher „Brechfelsen“ genannt, nördlich der Donautalstraße (L 277), hatte früher, wie ein Stich aus dem Jahr 1890 zeigt, zwei Gipfel. Beide zierte jeweils ein Gipfelkreuz. Später wurde ein Gipfel abgetragen und das Material mit der Bahn in die Karlsruher Steinwerke zur Karbidherstellung gefahren. Bei einem Sturm im Jahr 1977 wurde das Kreuz vom anderen Felsen gefegt. Die Gemeinde errichtete ein neues Kreuz; hierzu wurde ein Metallgestell zur Befestigung in den Felsen betoniert.[21] Das markante Kleindenkmal wurde Ende April 2015 durch die Freiwillige Feuerwehr Gutenstein erneuert und am Florianstag kirchlich geweiht. Das Kreuz wurde aus im Stadtwald geschlagenen Eichenholz gefertigt, ist 6,50 Meter hoch und hat einen 2,50 Meter breiten, verschraubten Querbalken. Ein Edelstahlblech trägt den Schriftzug „Im Gedenken an unsere verstorbene Feuerwehrkameraden“. In der Weihnachtszeit ist es beleuchtet.[22] Der unbefestigte Felskopf auf rund 650 m ü. NN bietet eine gute Aussicht über Ort und Tal.
- Schlossfelsen, darauf erhebt sich Schloss Gutenstein.
- Teufelslochfelsen, mit zwei nicht zugänglichen Höhlen, davon eine Tropfsteinhöhle; die im Zeitraum vom 3. Juli bis 4. Oktober 1933 durch Grabungen von Eduard Peters (1869–1948) gemachten Altertumsfunde ergaben Hinweise auf eine Höhlenbesiedelung seit mindestens der Mittelsteinzeit bzw. dem Mesolithikum.
- Unterhalb der Ruine Gebrochen Gutenstein befinden sich zwei für den Klettersport freigegebene Felsen: Aussichtsfels und Dreiecksfels. Beim Wehr befindet sich der Donaucalanques.
- Um Gebrochen Gutenstein befindet sich ein Trockenrasen mit charakteristischem Kleinbewuchs, der eine besondere Flora und Fauna aufweist, so zum Beispiel alte Bestände an Wacholder, die schützenswerte Schellenblume und Sträucher wie Haselnuss und Heckenkirsche sowie auch Buchen und Eschen. Des Weiteren gibt es seltene Schmetterlingsarten wie zum Beispiel den Kreuzdorn-Zipfelfalter.[23]

### Vereine
- Altenkreis / Seniorenkreis Gutenstein
- Caritativer Förderverein der Katholischen Kirchengemeinden St. Peter & St. Paul in Laiz, St. Johannes d.T. in Inzigkofen und St. Gallus in Gutenstein von 2001
- Fischereiverein „Donautal“ Gutenstein
- Fischereiverein Gutenstein
- Freiwillige Feuerwehr Sigmaringen, Abteilung Gutenstein von 1927
- Hilfsprojekt MARIPHIL (Verein der Freunde); Sitz: Gutenstein
- Katholischer Kirchenchor Gutenstein (Mitglied Allgemeiner Cäcilien-Verband für Deutschland von 1868 im Diözesan-Cäcilien-Verband der Erzdiözese Freiburg)
- Katholische Landjugendbewegung – KLJB – Gutenstein
- Musikverein „Eintracht“ Gutenstein von 1833 (2009 Verleihung der Pro Musica-Plakette)
- Motorradclub – MCG – Gutenstein
- Schwäbischer Albverein, Oberer Donau Gau – Ortsgruppe Gutenstein (Kennziffer 230-15)
- Sozialverband VdK, Ortsverband Gutenstein von 1948
- Theater- und Fastnachtsverein „Felsenpicker“ Gutenstein von 1990
- Turn- und Sportverein (TUS) Gutenstein von 1965 (Abteilungen für Fußball, Tennis und Breitensport)

## Wirtschaft und Infrastruktur

### Verkehr
Der Ort liegt an der Bahnstrecke Tuttlingen–Inzigkofen, allerdings halten die Züge nicht mehr am Bahnhof Gutenstein, so dass vom Bahnhof Sigmaringen oder Beuron aus der Omnibus genommen werden muss.
Weitgehend parallel zur romantischen Donautalstraße (L 277), mit ihren zwischen 1854 und 1857 in den Kalksteinfels gehauenen Tunnel, führt der so genannte Donauradweg direkt durch den Ort.

## Persönlichkeiten

### Söhne und Töchter des Ortes
- Alfons Beil (* 3. September 1896 in Gutenstein; † 1. März 1997 in Heidelberg): Priester, Dekan, Monsignore, Dr. phil. und Dr. theol., Autor diverser Bücher und Buchbeiträge sowie zahlreicher Aufsätze.
- Albert Blender (* 25. Dezember 1855 in Gutenstein; † 2. Februar 1915 ebenda): Bürgermeister von 1889 bis 1914, Initiator bis heute wesentlicher Infrastrukturmaßnahmen wie z. B. die Heuberg-Wasserversorgung rechts der Donau oder der Bau des Rat- und Schulhauses.
- Hedwig von Gutenstein: sie lebte im 13. Jahrhundert und war zumindest bis zum 1. August 1279 Äbtissin des Zisterzienserinnen-Klosters Wald. Sie gehörte (wahrscheinlich) der staufischen Reichsministerialenfamilie aus Gutenstein an, deren Familienmitglieder im Walder Stiftungsbrief von 1212 auftreten.[24]
- Alfons Semler (6. Januar 1886 in Gutenstein; † 14. März 1960 in Überlingen): Professor Dr. phil., Bibliothekar und Archivar, Autor vieler Bücher und Aufsätze.
- Max Solbrig (* 15. Oktober 1889 in Gutenstein; † 4. Juni 1959 in Darmstadt): Stellvertretender NSDAP-Gauleiter Kurhessen-Waldeck, Gründungspräsident der Brüder-Grimm-Gesellschaft (1942).
- Joseph Stöckle (* 19. Dezember 1844 in Gutenstein; † 27. Mai 1893 in Schwetzingen): Alt-Philologe, Gymnasialprofessor, Schriftsteller, Begründer des deutschen Scheffelbundes.

### Persönlichkeiten mit Bezug zum Ort
- Hans Jörgen Gerlach (* 23. November 1950 in Altshausen; † 7. Januar 2011 in Berlin): Heimatforscher zur Geschichte von Gutenstein, verfasste unter anderen die Kirchengeschichte von Sankt Gallus (noch unveröffentlicht).
- Erich Felix Beck (* 29. April 1887 in Sigmaringen; † 25. Februar 1973 in Gutenstein): Priester, Dekan, Geistlicher Rat, Buchautor, Ehrenbürger von Möhringen an der Donau.
- Balthasar Bücheler (* 1615 in Kreenheinstetten; † 30. Oktober 1687 in Gutenstein): Priester, Verwandter und vermutlicher Förderer des aus Kreenheinstetten (heute Ortsteil von Leibertingen) stammenden Knaben Johann Ulrich Megerle, der später als Abraham a Sancta Clara (1644–1709), vor allem in Wien, zur Berühmtheit wurde; Pfarrherr in Gutenstein von 1657 bis 1687.
- Hildegard Gerster-Schwenkel (* 11. März 1923 in Stuttgart; † 27. November 2016 in Gerlingen): Tochter des ehemaligen württembergischen Landeskonservators Hans Schwenkel (1886–1957), Lehrerin, Verfasserin schwäbischer Mundartgedichte und vieler weiterer Publikationen. Sie lebte mehrere Jahre in Gutenstein, zuletzt in Gerlingen.
- Franz Ludwig Reichsgraf Schenk von Castell (* 25. August 1736 in Oberdischingen; † 21. Mai 1821 ebenda): der so genannte Malefizschenk; nach dem Tode seines Vaters, Marquart Willibald Graf Schenk von Castell, im Jahre 1764 übernahm er die Herrschaft Gutenstein.
- Franz Anton Scherzinger (* 7. Februar 1735 in Triberg; † 21. August 1793 in Gutenstein): Priester, Dekan, Groß-Kanoniker.

## Wesentliche Archivquellen für Gutenstein
- Erzbischöfliches Archiv Freiburg im Breisgau
- Erzbischöfliches Bauamt (Plan- und Aktenarchiv) Konstanz
- Generallandesarchiv Karlsruhe
- Gräflich Douglas'sches Archiv Langenstein
- Kreisarchiv Sigmaringen
- Staatsarchiv Sigmaringen
- Stiftsarchiv St. Gallen = Archiv der ehem. Fürstabtei St. Gallen